# Секретный агент (фильм, 1996)
«Секретный агент» (англ. The Secret Agent ) — триллер режиссёра Кристофера Хэмптона по одноимённому роману Джозефа Конрада (1907). Премьера фильма состоялась 7 сентября 1996 г. в рамках международного кинофестиваля в Торонто (Канада).

## Сюжет
Лондон, конец XIX в. Молодая девушка Уинни выходит замуж за лавочника Верлока, который много старше неё. Основная причина замужества — забота о своём слабоумном, безобидном брате Стиви. Никто в семье не знает, что Верлок — секретный агент, работающий на русских. Очередное его задание — заложить бомбу в Гринвичской обсерватории. Верлок с трудом соглашается на это задание, но у него нет выхода — от этого зависит его благополучие и благополучие его жены, которую он искренне любит. Он покупает бомбу у «Профессора», одного из анархистов, который постоянно носит с собой взрывчатку на случай поимки полицией, и берёт с собой на задание Стиви под предлогом, что тот поживёт у друзей за городом.
Происходит несчастный случай, и посланный заложить бомбу Стиви сам погибает от взрыва. Расследованием начинает заниматься старший инспектор Хит, который обнаруживает тайную связь руководства Скотланд-Ярда с русскими. Тем временем Верлок с тяжёлым сердцем возвращается домой. Он не знает, как сообщить жене о смерти её брата. В конце концов, он признаётся ей в этом, и Уинни закалывает его ножом. Собрав все наличные деньги, она сбегает при поддержке анархиста Оссипона, который берёт на хранение её наличные и сбегает с ними. Позднее из газет он узнаёт, что некая женщина на пароме совершила самоубийство. Уверенный в необходимости уничтожения «слабых» людей, анархист «Профессор» взрывает себя в рыночной толпе.

## В ролях
- Боб Хоскинс — Верлок
- Патрисия Аркетт — Уинни
- Кристиан Бейл — Стиви
- Жерар Депардьё — Оссипон
- Робин Уильямс — Профессор (нет в титрах)
- Джим Бродбент — старший инспектор Хит
- Роджер Хэммонд — мистер Михаэлис
- Эдди Иззард — Владимир
- Роберт Янг — Марвин
- Ральф Носсек — Юндт
- Невилл Филлипс — продавец билетов
- Элизабет Сприггс — мать Уинни и Стиви
- Питер Вон — кучер
- Джулиан Уэдэм — помощник комиссара

## Съёмочная группа
- Режиссёр: Кристофер Хэмптон
- Сценарист: Кристофер Хэмптон
- Продюсеры: Джойс Херлихи, Норма Хеймэн, Боб Хоскинс
- Композитор: Филип Гласс
- Оператор: Дени Ленуар
- Монтаж: Джордж Эйкерс
- Художник-постановщик: Кэролайн Эмис
- Гримёр: Дженни Ширкор
- Звукооператор: Питер Линзи
- Спецэффекты: Нил Тодди Тодд
- Дирижёр: Гарри Рабинович

## Номинации
1996 — Кинофестиваль в Мар-дель-Плата: номинация на лучший фильм